# Cratere Nár
Nár è un cratere sulla superficie di Callisto.